# Гузовиці
Гузовиці (пол. Guzowice) — село в Польщі, у гміні Цешкув Мілицького повіту Нижньосілезького воєводства.
Населення — 306 осіб (2011).
У 1975-1998 роках село належало до Вроцлавського воєводства.

## Демографія
Демографічна структура станом на 31 березня 2011 року:
|          | Загалом | Допрацездатний вік | Працездатний вік | Постпрацездатний вік |
| -------- | ------- | ------------------ | ---------------- | -------------------- |
| Чоловіки | 152     | 42                 | 102              | 8                    |
| Жінки    | 154     | 31                 | 93               | 30                   |
| Разом    | 306     | 73                 | 195              | 38                   |